# Il ritorno di Catone
Il ritorno di Catone è un romanzo del 2015 della scrittrice spagnola Matilde Asensi. Si tratta del secondo libro con protagonista la paleografa 
siciliana Ottavia Salina, erede di una famiglia mafiosa poi suora ed infine sposa dell'archeologo Farag Boswell con il quale ha condiviso le rocambolesche avventure narrate nel primo libro.
Come il precedente anche questo romanzo è narrato in prima persona dalla protagonista.

## Trama
Sono passati 14 anni da quando Ottavia e Farag hanno fatto la loro più importante scoperta archeologica sopravvivendo a durissime prove iniziatiche. Ora lavorano all'università di Toronto e vengono contattati da una coppia di anziani e ricchissimi estimatori d'arte per una nuova sensazionale ricerca storica che potrebbe rivoluzionare il mondo della religione cristiana.
L'inattesa comparsa di Kaspar, dimessosi dalla carica di "Catone" (il capo dei misteriosi adoratori della Croce detti Staurophylakes) e la presenza di Abby (l'elegantissima erede degli anziani mecenati) permetterà di formare una squadra di ricercatori d'eccezione.

## Edizioni
- Matilde Asensi, Il ritorno di Catone, Rizzoli, 2015,  p. 574, ISBN 8817083828.